# 살바토레 테시오
살바토레 테시오(Sal Tessio; ?~1955)는 마리오 푸조의 대부 (소설)와 마크 와인가드너의 소설 대부 돌아오다, 프랜시스 포드 코폴라 감독이 제작한 대부, 대부 2에 등장하는 인물로 비토 코를레오네의 친구이자 조직의 카포레짐이다.

## 생애
비토 코를레오네를 만나기 이전의 테시오의 삶은 알 수 없다. 청년 시절 평범한 좀도둑이었던 테시오는 동지였던 비토 코를레오네가 자신들을 괴롭히던 파누치를 사살하자 다른 동료들과 비토의 휘하로 들어가 비토와 함께 젠코 푸라 올리브 오일 회사를 창업하고 세력을 확대하여 코를레오네 조직을 결성하는데 기여한다. 또한 비토의 막내 아들 마이클 코를레오네가 태어나자 그 대부가 되어 주기도 하였다.
이후 조직이 확장됨에 따라 카포레짐(지부장 혹은 중간보스)의 직위에 오른 테시오는 비토가 버질 솔로조와 경쟁 조직들의 음모로 총격을 받은 후에는 병원에 입원한 비토의 경호를 책임졌으며 소니 코를레오네를 도와 클레멘자와 함께 조직을 유지하였다.
그러나 비토의 뒤를 조직과 거의 무관한 마이클이 승계하자 족벌주의에 분노한 테시오는 에밀리오 바르지니와 결탁하여 비토 사후, 마이클을 제거할 음모를 꾸미게 된다. 그러나 비토의 유언으로 이미 이러한 움직임을 예측했던 마이클은 경쟁 조직들의 보스들과 아버지의 정적들을 암살한 뒤 테시오마저 살해한다.